# Mieterschutz
Unter Mieterschutz versteht man im Wohnraummietrecht vertraglich nicht abdingbare gesetzliche Bestimmungen zum Schutz des Mieters inner- und außerhalb des Bürgerlichen Gesetzbuchs (BGB). Es handelt sich um eine Form des Verbraucherschutzes bei frei finanzierten Wohnungen neben den speziellen Regelungen zum sozialen Wohnungsbau und allgemeinen Benachteiligungsverboten wie § 2 Abs. 1 Nr. 8 AGG.
Mieterschutzregelungen können auch vertraglich vereinbart werden. So können im Rahmen der Privatisierung kommunaler Wohnungsbestände Sozialchartas vereinbart werden, welche den Mietern einen weit über die gesetzlichen Regelungen hinausgehenden Mieterschutz einräumen.

## Gesetzliche Regelung
Mieterschutzsrechte sind im Vertragsrecht oder speziell im Mietrecht der jeweiligen Staaten kodifiziert.
Siehe hierzu die Landesartikel
- Mietvertrag (Deutschland)
- Mietvertrag (Österreich)
- Mietvertrag (Schweiz)

Gegenstand des Mieterschutzes sind insbesondere
- Einschränkungen des Kündigungsrechts des Vermieters
- Einschränkungen der Beendigung eines Mietverhältnisses aus anderen Gründen[3]
- Bestimmungen zur Miethöhe[4]
- Sozialklauseln,[5] das Eintrittsrecht von Haushaltsangehörigen bei Tod des Mieters (§ 563 BGB) oder Bestandsschutz bei Veräußerung der Mietsache (§ 566 BGB)
- sowie zu Kriegs- und Notzeiten auch die Wohnraumzwangsbewirtschaftung.[6]

## Verfassungsrechtliche Begründung
Der Gesetzgeber steht bei der Erfüllung des ihm in Art. 14 Abs. 1 Satz 2 GG erteilten Auftrages, Inhalt und Schranken des Eigentums zu bestimmen, vor der Aufgabe, das Sozialmodell zu verwirklichen, dessen normative Elemente sich einerseits aus der grundgesetzlichen Anerkennung des Privateigentums durch Art. 14 Abs. 1 Satz 1 GG und andererseits aus der verbindlichen Richtschnur des Art. 14 Abs. 2 GG ergeben. Es ist Aufgabe des Gesetzgebers, dieses Gebot auch im Rahmen privatrechtlicher Normierungen nach Art. 14 Abs. 1 Satz 2 GG zu verwirklichen. Er muss hierbei beiden Elementen des im Grundgesetz angelegten dialektischen Verhältnisses von verfassungsrechtlich garantierter Freiheit und dem Gebot einer sozialgerechten Eigentumsordnung in gleicher Weise Rechnung tragen und die schutzwürdigen Interessen aller Beteiligten in einen gerechten Ausgleich und ein ausgewogenes Verhältnis bringen. Der Gesetzgeber muss bei der Ausgestaltung zwingender mietrechtlicher Vorschriften sowohl die Belange des Mieters als auch die des Vermieters in gleicher Weise berücksichtigen. Das heißt freilich nicht, dass sie zu jeder Zeit und in jedem Zusammenhang dasselbe Gewicht haben müssten. Eine einseitige Bevorzugung oder Benachteiligung steht aber mit den verfassungsrechtlichen Vorstellungen eines sozialgebundenen Privateigentums nicht in Einklang.

## Soziale Bedeutung
Zur Vermeidung von Obdachlosigkeit und Wahrung des sozialen Friedens folgt der Mieterschutz dem Gebot der Rücksichtnahme auf die Belange des einzelnen Rechtsgenossen, der auf die Nutzung des Eigentumsobjektes angewiesen ist und trägt „der überragenden Bedeutung der Wohnung als Mittelpunkt der menschlichen Existenz“ Rechnung.

## Ökonomische Aspekte
Insbesondere die Aufhebung der Steuervorteile im gemeinnützigen Wohnungswesen zum 1. Januar 1990 und eine faktische Abschaffung des sozialen Wohnungsbaus mit dem Gesetz zur Reform des Wohnungsbaurechts vom 13. September 2001 führten zu einer weitgehenden Privatisierung des Wohnungsmarkts. In der Folge kamen etwa 3,3 Millionen mietpreisregulierte Wohnungen auf den freien Markt.
Der Mietwohnungsmarkt wird zunehmend bestimmt durch ein Ungleichgewicht von Angebot und Nachfrage und erschwert nicht nur Geringverdienern den Marktzugang. Zur Behebung des Wohnraummangels wird unter anderem eine Wiedereinführung der Wohnungsgemeinnützigkeit diskutiert.
Eine Evaluierung der Mietpreisbremse zeigt, dass sich der Mietanstieg in den von der Mietpreisbremse ausgenommenen Wohnungen (Erstnutzung nach dem 1. Oktober 2014 oder Erstvermietung nach grundlegender Sanierung) durch die Mietpreisbremse beschleunigt hat.
Die prozentuale Begrenzung der Modernisierungsumlage erreicht das mutmaßliche Ziel, die Mieterhöhung zu begrenzen, nicht, sondern verstärkt im Gegenteil die Belastung des Mieters durch höhere Mieten noch.